# Bodil Lindfors
Bodil Lindfors, född 12 mars 1951 i Åbo, är en finlandssvensk författare och filosofie doktor. Hon avlade studentexamen vid Åbo Svenska Flicklyceum 1969. Hon blev odontologie kandidat 1971 och därefter filosofie magister 1973 och psykologie licentiat 1996, båda vid Åbo Akademi. Hon tog även MA-examen 1977 vid New School for Social Research i USA. 2002 blev hon filosofie doktor vid Åbo Akademi.
Sin författarkarriär inledde hon 1976 med diktsamlingen Trädgård i förvandling. Hon har mottagit flera litterära priser, däribland Statens litteraturpris (1979), SLS pris (1980 och 1987), Svenska Akademiens pris (1990), Sten Hagliden-priset (1991) och Längmanska priset (1997). 2002 tilldelades hon statens femåriga konstnärsstipendium.

## Priser och utmärkelser
- 1979 - Statens litteraturpris
- 1980 - SLS pris
- 1987 - SLS pris
- 1990 - Svenska Akademiens pris
- 1991 - Sten Hagliden-priset
- 1997 - Längmanska priset
- 2002 - Statens femåriga konstnärsstipendium